# Ghiacciaio The Slot
Il ghiacciaio The Slot è uno stretto ghiacciaio lungo circa 7 km situato nella regione meridionale della Terra di Oates, nell'Antartide orientale. Il ghiacciaio, il cui punto più alto si trova a circa 2000 m s.l.m., si trova nell'entroterra della costa di Shackleton e ha origine dall'Altopiano Antartico, da cui fluisce in direzione est, scorrendo tra il monte Ronca, a nord, e il monte Summerson, a sud, di fatto tagliando in due la dorsale dei Geologi, per poi finire in una distesa ghiacciata ricca di crepacci.

## Storia
Avvistato per la prima volta dai membri della squadra settentrionale della spedizione neozelandese di ricognizione antartica svolta nel periodo 1961-62, il ghiacciaio The Slot è stato così battezzato dai membri della stessa squadra in virtù della sua conformazione e strettezza, in inglese, infatti, "slot" significa "fessura".